# Henri Cado
Henri Cado (Guenrouet, 15 août 1903 - Paris, 3 juin 1979) fut préfet des Hautes-Alpes en 1939 et directeur adjoint de la police nationale, nommé à ce poste en avril 1942 par Pierre Laval. Bras droit de René Bousquet, il envoie aux Préfets Régionaux de la Zone Libre la circulaire du 5 août 1942 qui organise le "transport en zone occupée" des israélites de zone libre. Il resta à ce poste jusqu’en décembre 1943 et fut remplacé par André Parmentier.
Placé en disponibilité à la Libération, il prend la tête en 1951 du Centre dit de la « rue de Penthièvre », chargé des « liaisons » entre le patronat et certains partis politiques. Il reste à ce poste jusqu'à la disparition de cette officine électorale en 1963.